# 공동집필
공동집필은 집단에 의해 일자리나 교실에서 이뤄지는 하나의 방식이다. 연구진들은 공동집필이라는 개념을 확장시켜 하나의 집필 과제를 완수하는데 다수의 집단이 함께 일하도록 하기도 한다. 이 협업은 말이나 문서 형태로 개개인이 소통하여 하나의 작품을 계획, 집필, 수정하는 것으로 정의될 수 있다. 집단으로 이뤄지는 공동작업의 성공은 활동 계획에 대해 집단 구성원들의 동의 여부로 주로 결정된다. 어떨 때에는, 집단 구성원들이 자신이 원하는 전략들에 대해 충분히 소통하지 않아 공동집필의 성공이 좌절되기도 한다.

## 정의
공동집필이란 한 명 이상의 집필자로 인해 공동저자권을 초래하는, 집필을 포함한 노동의 광범위한 과정을 일컫는다.
공동집필은 집필 과정이 정상적으로 작동하게 하기 위해서 다음과 같은 3가지 필수 요소들을 지닌다.
- 전체 집필 과정 전반에 대한 참여자들 간의 상호작용. 그것이 브레인스토밍이 되었든, 프로젝트 원고를 쓰는 것이든, 혹은 재검토를 하는 것이 되었든.[5]
- 참여자들 간의 분배된 발언권. 프로젝트에 포함된 모든 인원이 결정을 짓기 위한 힘을 가지고 있고 모든 만들어진 문서에 대해 어떤 멤버도 완전한 권한이나 책임을 가지고 있어서는 안된다.[5]
- 하나의 특정한 문서에 대한 공동 생산.[5]

공동집필은 여러 학문과 직장 환경에서 볼 수 있는 보통의 형태이다. 몇몇 공동집필에 대한 이론들은 집필 과정에 있어 모든 참여자들이 동일한 책임을 지닐 것을 제시한다. 이 관점에서는, 문서의 모든 부문들이 나눠져서 업무량이 동등하게 배분되었는지 확인하고, 모든 참여자들이 함께 일하고 집필 과정 전반에 걸쳐 상호작하며, 모두 HELP에 기여하여 계획 수립, 아이디어 발안, 문서 구조 형성, 편집, 그리고 수정 과정에 참여한다. 공동집필에 대한 다른 이론들은 전문성, 흥미, 그리고 참여자의 역할에 따라 기여 수준을 달리하여 작업 흐름에 대한 더 유동적인 이해를 제안한다.

## 같이 보기
- 공동편집